# جعبه پاندورا (فیلم ۲۰۰۸)
جعبه پاندورا (ترکی استانبولی: Pandora'nın Kutusu) فیلمی در ژانر درام به کارگردانی یسیم اوستااوغلو است که در سال ۲۰۰۸ منتشر شد.